# ドメン・プレヴツ
ドメン・プレヴツ（Domen Prevc、1999年6月4日 - ）はスロベニアのスキージャンプ選手である。兄のペテル・プレヴツ、ツェネ・プレヴツ、妹のニカ・プレヴツもスキージャンプ選手。1990年代の葛西紀明に勝るとも劣らない、時に顔がスキーよりも前に来る深い前傾姿勢が特徴的である。

## 経歴
2015/16シーズンはサマーコンチネンタルカップ最終戦で優勝し、16歳でワールドカップ開幕戦のクリンゲンタール大会( ドイツ)でデビューし8位でポイントを獲得し、エンゲルベルク大会( スイス)1日目で2位、札幌大会( 日本) 1日目で2位と、2度表彰台に登り、総合14位で終えた。ジュニア世界選手権ルシュノヴ大会( ルーマニア)では個人銀メダル、混合団体金メダルのメンバーとなった。
2016/17シーズンには、ワールドカップ開幕戦のルカ大会( フィンランド)で出場19試合目にして初優勝を果たした。この年は4勝し、2位1回、3位1回で総合6位となった。世界選手権ラハティ大会( フィンランド)は個人ノーマルヒル34位で終えた。
2017/18シーズンはワールドカップに不定期で参戦し、ヴィケルスン大会( ノルウェー)の4位が最高で、総合33位であった。スキーフライング世界選手権オーベルストドルフ大会( ドイツ)は個人21位、団体2位のメンバーとなった。
2018/19シーズンは、シーズン終盤のヴィーケシュン大会( ノルウェー)で優勝、プラニツァ大会（ スロベニア）で2位に入り、フライングヒルでの強さを見せた。総合13位で終えた。
2019/20シーズンは最高4位、総合19位で終えた。
2020/21シーズンは序盤に行われたフライング世界選手権プラニツァ大会( スロベニア)では個人21位、団体4位となり、終盤に行われた世界選手権オーベルストドルフ大会( ドイツ)では男子団体5位のメンバーとなった。ワールドカップ最終戦プラニツァ大会では3戦とも1桁順位であったが、ワールドカップ総合では22位で終えた。
2021/22シーズンはワールドカップ序盤が不調でポイントが取れず、コンチネンタルカップに回ったがそこで2勝するなどし、後半はワールドカップに復帰し総合44位で終えた。フライング世界選手権ヴィーケシュン大会( ノルウェー)では個人6位で、団体金メダルに貢献した。
2022/23シーズンは、ワールドカップで4シーズンぶりの表彰台を獲得し、総合18位であった。世界選手権プラニツァ大会は、個人ラージヒルのみの出場であった。
2023/24シーズンは、ワールドカップ札幌大会第2戦で5シーズンぶりの優勝を果たし、総合13位であった。フライング世界選手権バート・ミッテルンドルフ大会は、個人14位、団体金メダルのメンバーとなった。
2024/25シーズンは、世界選手権個人ラージヒルで金メダルを獲得した。またワールドカップでは、オーベルストドルフ、ヴィーケシュン、プラニツァのフライング3大会で優勝し、スキーフライング・ワールドカップのタイトルを手にした。さらにプラニツァでの最終戦の2本目では254.5mのジャンプを飛び、飛距離の公式の世界記録を更新した(ただし大会の順位は2位)。

## 主な競技成績

### 世界選手権
- 2017年ラハティ大会 ( フィンランド)
  - 個人ノーマルヒル 34位
- 2021年オーベルストドルフ大会 ( ドイツ)
  - 男子団体ラージヒル 5位
- 2023年プラニツァ大会 ( スロベニア)
  - 男子個人ラージヒル 21位
- 2025年トロンハイム大会 ( ノルウェー)
  - 男子個人ノーマルヒル 18位
  - 男子個人ラージヒル 1位
  - 混合団体ラージヒル 2位
  - 男子団体ラージヒル 1位

### フライング世界選手権
- 2018年オーベルストドルフ大会 ( ドイツ)
  - 個人 21位
  - 団体 2位
- 2020年プラニツァ大会 ( スロベニア)
  - 個人 21位
  - 団体 4位
- 2022年ヴィケルスン大会 ( ノルウェー)
  - 個人 6位
  - 団体 1位
- 2024年バート・ミッテルンドルフ大会 ( オーストリア)
  - 個人 14位
  - 団体 1位

### ジュニア世界選手権
- 2015年アルマトイ大会（ カザフスタン）
  - 男子団体 5位
- 2016年ルシュノフ大会（ ルーマニア）
  - 男子個人 2位
  - 男子団体 5位
  - 混合団体 1位
- 2018年カンデルシュテーク大会（ スイス）
  - 男子個人 10位
  - 男子団体 4位
  - 混合団体 5位

### ワールドカップ
- 2024/25年シーズン　Raw Air 2位
- 2024/25年シーズン　スキーフライング総合  1位
- 通算 優勝9回、2位6回、3位5回 (2024/25シーズンまで)

| シーズン | 順位 | ポイント |
| -------- | ---- | -------- |
| 2015/16  | 14.  | 486      |
| 2016/17  | 6.   | 963      |
| 2017/18  | 33.  | 81       |
| 2018/19  | 13.  | 542      |
| 2019/20  | 19.  | 361      |
| 2020/21  | 22.  | 241      |
| 2021/22  | 44.  | 60       |
| 2022/23  | 18.  | 449      |
| 2023/24  | 13.  | 663      |
| 2024/25  | 10.  | 776      |

### サマーグランプリ
- 最高順位7位 (2024シーズンまで)

| シーズン | 順位 | ポイント |
| -------- | ---- | -------- |
| 2016     | .    | 0        |
| 2018     | 62.  | 15       |
| 2019     | 53.  | 20       |
| 2022     | 29.  | 52       |
| 2024     | 74.  | 8        |

### コンチネンタルカップ
- 通算 優勝6回、2位4回、3位1回 (2023/24シーズンまで)

| シーズン | 順位 | ポイント |
| -------- | ---- | -------- |
| 2014/15  | 119. | 32       |
| 2015/16  | 44.  | 241      |
| 2016/17  | 40.  | 266      |
| 2017/18  | 176. | 52       |
| 2018/19  | 110. | 31       |
| 2019/20  | 207. | 38       |
| 2021/22  | 9.   | 611      |
| 2022/23  | 67.  | 62       |
| 2023/24  | .    | 197      |